# Padovo pri Fari
Padovo pri Fari este o localitate din comuna Kostel, Slovenia, cu o populație de 0 locuitori.